# Exechia pullata
Exechia pullata är en tvåvingeart som beskrevs av Ostroverkhova 1979. Exechia pullata ingår i släktet Exechia och familjen svampmyggor. Inga underarter finns listade i Catalogue of Life.